# Castafiores juveler

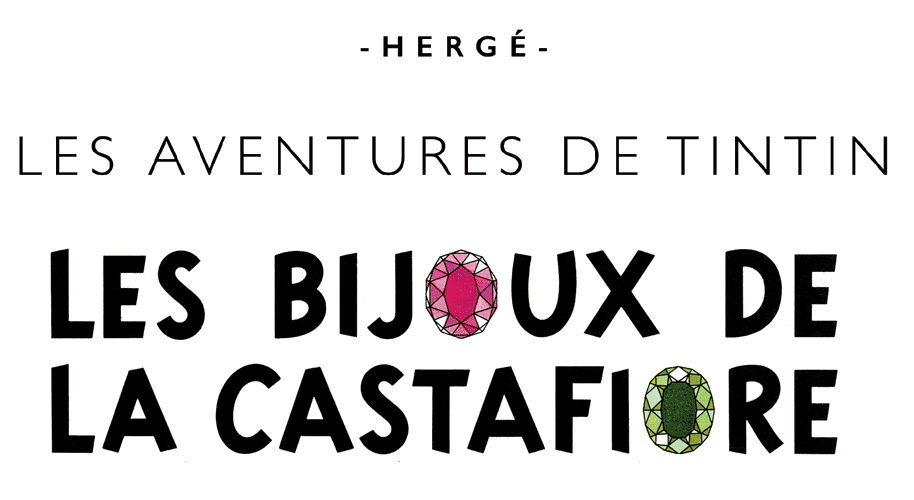

Castafiores juveler, fransk originaltitel: Les Bijoux de la Castafiore, är det tjugoförsta i en serie klassiska seriealbum, skrivna och illustrerade av den belgiske serietecknaren Hergé, vars huvudperson är den unge reportern Tintin.
Castafiores juveler i seriealbum publicerades första gången på franska 1963. 1969 utgavs den första svenska översättningen, som Illustrationsförlagets Tintin-album nummer 14.

## Synopsis
Tintin och kapten Haddocks lugna tillvaro får ett abrupt slut när operasångerskan Bianca Castafiore bestämmer sig för att göra ett kort besök på Moulinsart. Hon anländer i sällskap med sin repetitör och sin påkläderska, och i hälarna har hon skvallerjournalister och teveteam. Mitt i all uppståndelse saknas plötsligt ett av Castafiores smycken, och misstankar riktas snart mot såväl divans entourage som en grupp romer som slagit läger inte långt från slottet.

## Om albumet

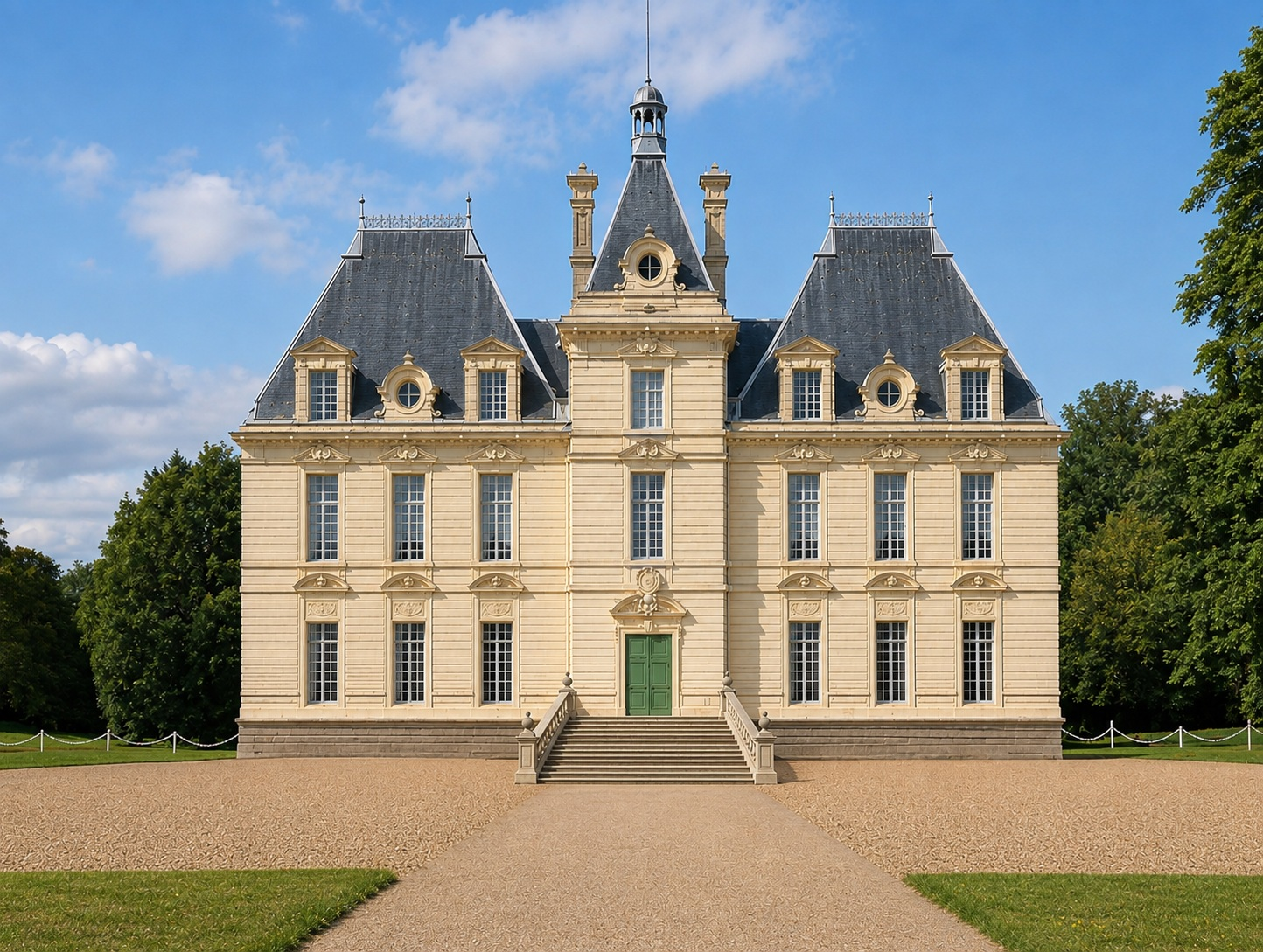
Moulinsart där albumets handling utspelar sig.

- Det här är det första albumet utan en äventyrlig resa. Historien äger helt rum i och runt Moulinsart, vilket vissa har sett som att Tintin, och kapten Haddock, som allt mer blir seriens huvudperson för varje album, blir äldre och mindre äventyrslystna, medan humorn fått en betydligt mer framträdande roll och har förfinats med olika trådändar i olika plan.